# San Francisco (Cundinamarca)
San Francisco – miasto w Kolumbii, w departamencie Cundinamarca.